# Mykene
Koordinaten: 37° 43′ 50″ N, 22° 45′ 25″ O
Mykene, auch Mykenai, Mykenä, veraltet Mycenä oder dichterisch Myzen (altgriechisch Μυκήνη Mykḗnē oder Μυκήνα Mykḗna, auch als Plural Μυκῆναι Mykḗnai (f. pl.); lateinisch Mycenae; neugriechisch Μυκήνες Mykínes), war in vorklassischer Zeit eine der bedeutendsten Städte Griechenlands, nach ihr wurde die mykenische Kultur benannt. Die Stadt lag nördlich der Ebene von Argos auf einer Anhöhe. Von hier überschaute und kontrollierte man den Landweg zwischen südlicher Peloponnes und dem Isthmus von Korinth, der die peloponnesische Halbinsel mit dem übrigen Festland, zunächst mit Attika und Böotien, verbindet. Seit 1999 gehört Mykene gemeinsam mit Tiryns zum UNESCO-Weltkulturerbe.

## Geschichte

### Neolithikum

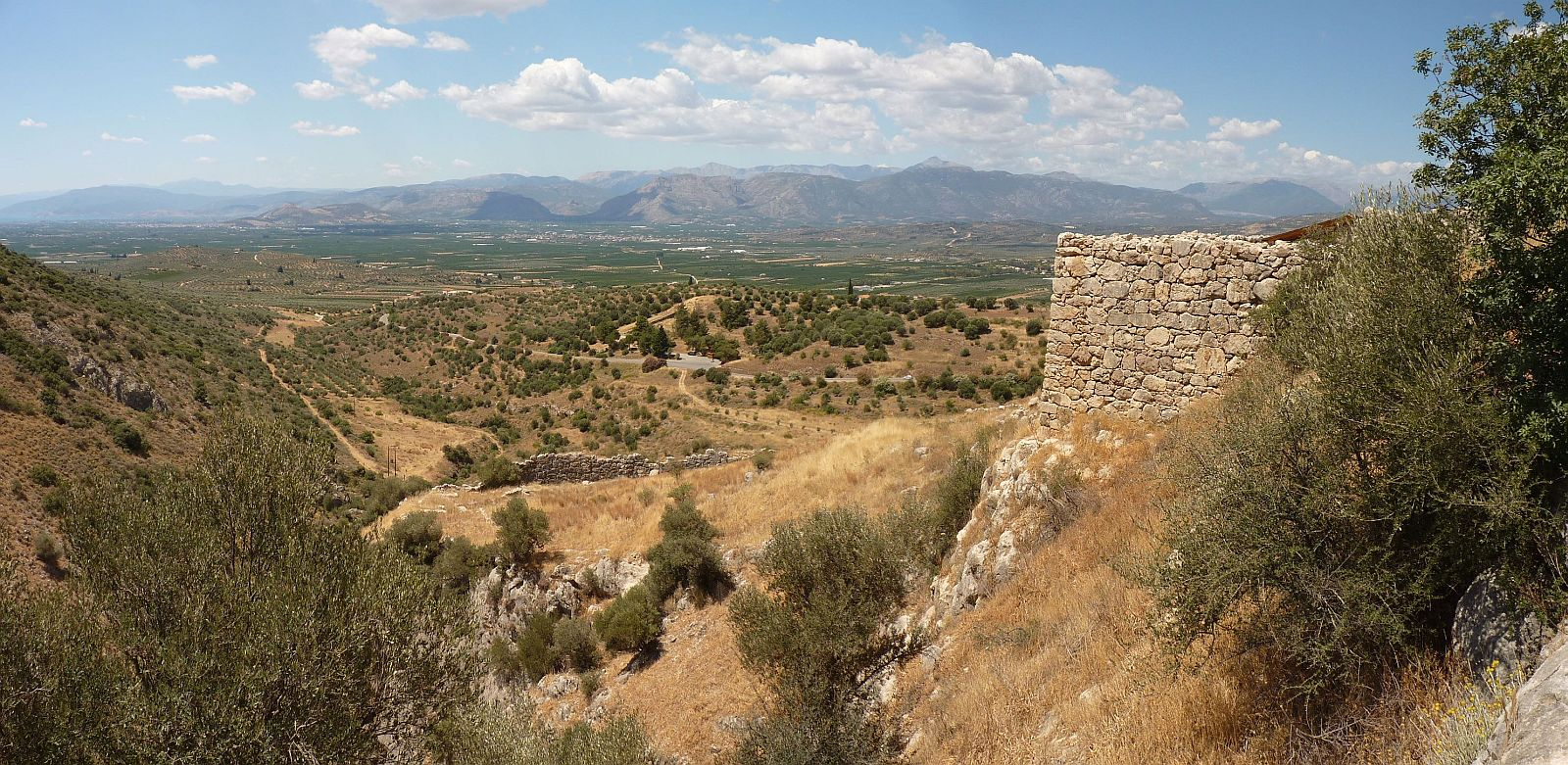
Blick ins Tal

Man fand einzelne jungsteinzeitliche Scherben, die vor 3500 v. Chr. datieren. Der Ort war bereits bewohnt, jedoch wurde die Stratigraphie von späteren Baumaßnahmen zerstört.

### Frühe Bronzezeit
Der Beginn der frühen Bronzezeit, auf dem Boden des späteren Griechenlands auch als Frühhelladikum (FH) bezeichnet, wird heute in das letzte Drittel des 4. Jahrtausends datiert. Es sind Kontakte, vor allem zu den Kykladen und ihrer ebenso reichen wie alten Kultur, nachgewiesen. Angenommen wird in dieser Zeit von einigen Forschern auch die Einwanderung indogermanischer Sprecher oder „Proto-Griechen“.

### Mittlere Bronzezeit

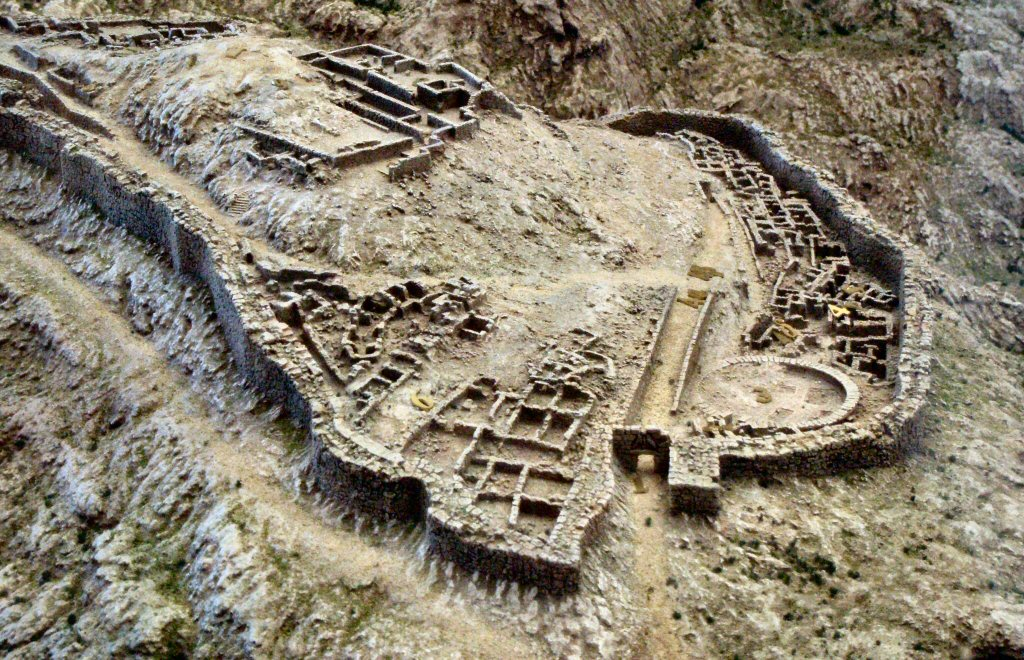
Modell der Ruinen

Aus der Zeit von 2100 bis 1700 v. Chr. datieren vereinzelte Scherbenfunde, unter ihnen die für das Mittelhelladikum (MH) charakteristische sogenannte minysche Keramik. Die ersten Bestattungen in Gruben oder Steinkistengräbern im Westen der Akropolis, teilweise noch innerhalb der frühesten Befestigungsmauern, stammen aus dem 18. vorchristlichen Jahrhundert.

### Späte Bronzezeit
Da eine genauere Datierung nur bei wenigen Funden möglich ist (darunter ein ägyptisches Skarabäus-Amulett) und auch dendrochronologische Untersuchungen ausstehen, werden die Ereignisse hier nach dem Grabungsbefund, geordnet nach den konventionellen Unterteilungen des Späthelladikums (SH), aufgelistet. Seine größte Blüte erlebte Mykene im 14. und 13. Jahrhundert v. Chr. Die Stadt blieb bis ins 5. Jahrhundert v. Chr. ununterbrochen bewohnt.

#### Späthelladikum I

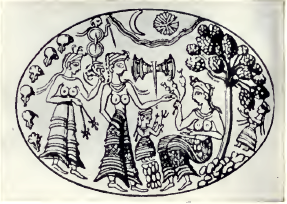
Zeichnung nach einem goldenen Siegel aus Mykene: Eine Göttin sitzt am Fuße eines heiligen Baums, umgeben von Adorantinnen und heiligen Emblemen

Außerhalb der Umfassungsmauer fand man im Grabzirkel B zehn Steinkistengräber in noch mittelhelladischem Stil und mehrere tiefere Schachtgräber mit Bestattungen in Steinkisten. Reiche Grabbeigaben weisen auf die hohe Stellung der Toten hin. In den Hügeln über den Gräbern fand man Trinkgefäße und Knochen, die Rückschlüsse auf ein außergewöhnliches Totenmahl bieten. Stelen krönten die Grabhügel.
Im Grabzirkel A, der in der zweiten Hälfte des 13. Jahrhunderts v. Chr. in die Befestigungsmauer der Oberstadt integriert wurde und ursprünglich Teil einer größeren Nekropole war, die ihren Ursprung in mittelhelladischer Zeit hat, fand man sechs große Schachtgräber, die Überreste von neun weiblichen, acht männlichen und zwei jugendlichen Körpern enthielten. Die Grabbeigaben waren noch reicher als im Grabzirkel B. Das Vorhandensein von gravierten und eingelegten Schwertern und Dolchen sowie Speer- und Pfeilspitzen lassen keinen Zweifel darüber aufkommen, dass hier Kriegerfürsten und ihre Familien begraben liegen. Zu den hier gefundenen Kunstgegenständen gehören die Goldmaske des Agamemnon, der sogenannte Nestorbecher von Mykene und Waffen. Zusätzlich befanden sich noch einige kleinere Gräber im Grabzirkel A, von denen die meisten allerdings durch die frühen Ausgrabungen Schliemanns zerstört wurden.

#### Späthelladikum II

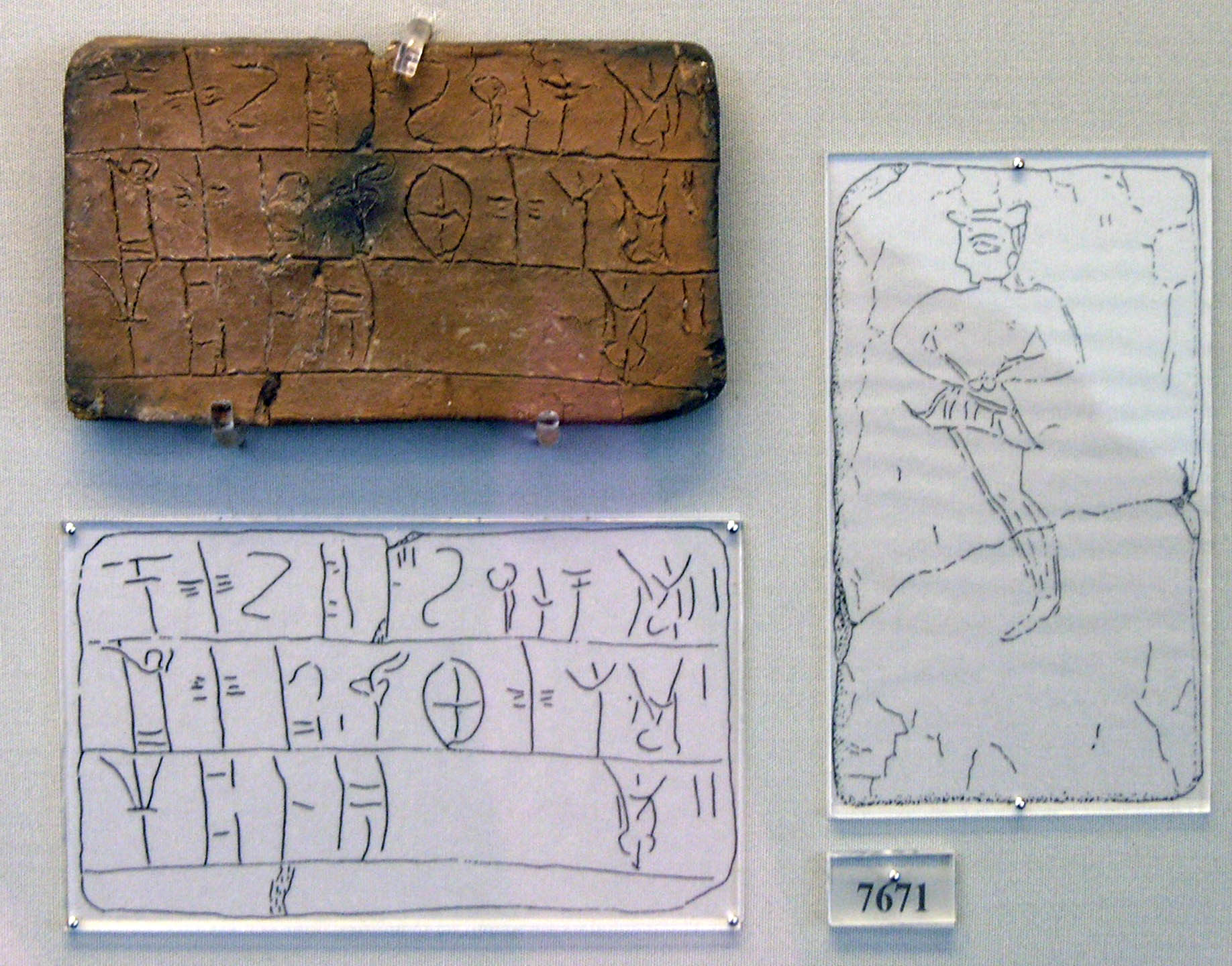
Schriften aus Mykene, geschrieben in der Linearschrift B (nach 1500 v. Chr.)

Ab 1600 v. Chr. ersetzten Tholosgräber die Schachtgräber als Hauptgrabform der Oberschicht. Alan Wace teilte die neun Tholosgräber in Mykene nach ihrer Architektur in drei Gruppen ein. Die ältesten – genannt das Kyklopengrab, das Grab von Epano Phournos und das Grab des Aigisthos – datierte er ins SH IIA. Die älteren Schachtgräber wurden in dieser Zeit mit einiger Mühe konserviert, was darauf schließen lässt, dass sie mittlerweile als kulturelles Erbe der herrschenden Familien betrachtet wurden. So fanden die modernen Archäologen die Schachtgräber weitgehend unberührt vor – im Gegensatz zu den augenscheinlicheren Tholosgräbern, die alle bereits in der Antike oder in späterer Zeit geplündert wurden.

#### Späthelladikum III
Um 1350 v. Chr. wurde die Mauer in zyklopischer Bauweise neu errichtet. Der letzte Palast auf der Akropolis wurde im SH IIIA2 errichtet, wobei Vorgängerbauten vollständig abgetragen oder überbaut wurden. Die Architektur der Paläste zu dieser Zeit war in ganz Südgriechenland ähnlich. Es gab einen Thronraum in Form eines Megaron mit einer zentralen Feuerstelle unter einer Dachöffnung, um die vier Säulen standen, die das Dach trugen. Daneben gab es einen Thron, und die verputzten Wände und Böden waren mit Fresken geschmückt. Dieser Raum wurde stets von einem Innenhof mit Säulenhalle betreten, der Innenhof wiederum wurde von einer Terrasse über eine große Treppe erreicht. 2014 wurde ein etwa 50 kg schweres Steinfragment unterhalb der Oberstadt im Bett des ausgetrockneten Flusses Chavos entdeckt, bei dem es sich  wahrscheinlich um einen Teil des königlichen Throns aus der zweiten Hälfte des 13. Jahrhunderts handelt.
Im Tempel innerhalb der Mauern fand man einen Skarabäus der ägyptischen Königin Teje, die mit Pharao Amenophis III. verheiratet war, zusammen mit einer Statue aus dem SH IIIA2 oder B1. Die Beziehungen von Amenophis III. zum Fürstensitz von Mykene werden durch eine Inschrift im Tempel des Amenophis III. bestätigt. Allerdings wird die Regierungszeit von Amenophis III. spät im SH IIIA1 angesetzt. Es ist also wahrscheinlich, dass Amenophis (oder seine Frau) den Skarabäus einer früheren Generation mykenischer Herrscher übersandte, bevor deren Nachfahren diesen (zwei bis drei Generationen später) im Tempel deponierten.
Die zweite Tholos-Gruppe – das Grab von Kato Phournos, den Panagia-Tholos und das Löwengrab – datierte Alan Wace zwischen SH IIA und SH IIIB. Die letzte Gruppe umfasst das Schatzhaus des Atreus, das Grab der Klytaimnestra und das Grab der Genien, sie wurde mittels einer Scherbe, die unter der Türschwelle gefunden wurde, ins SH IIIB datiert.

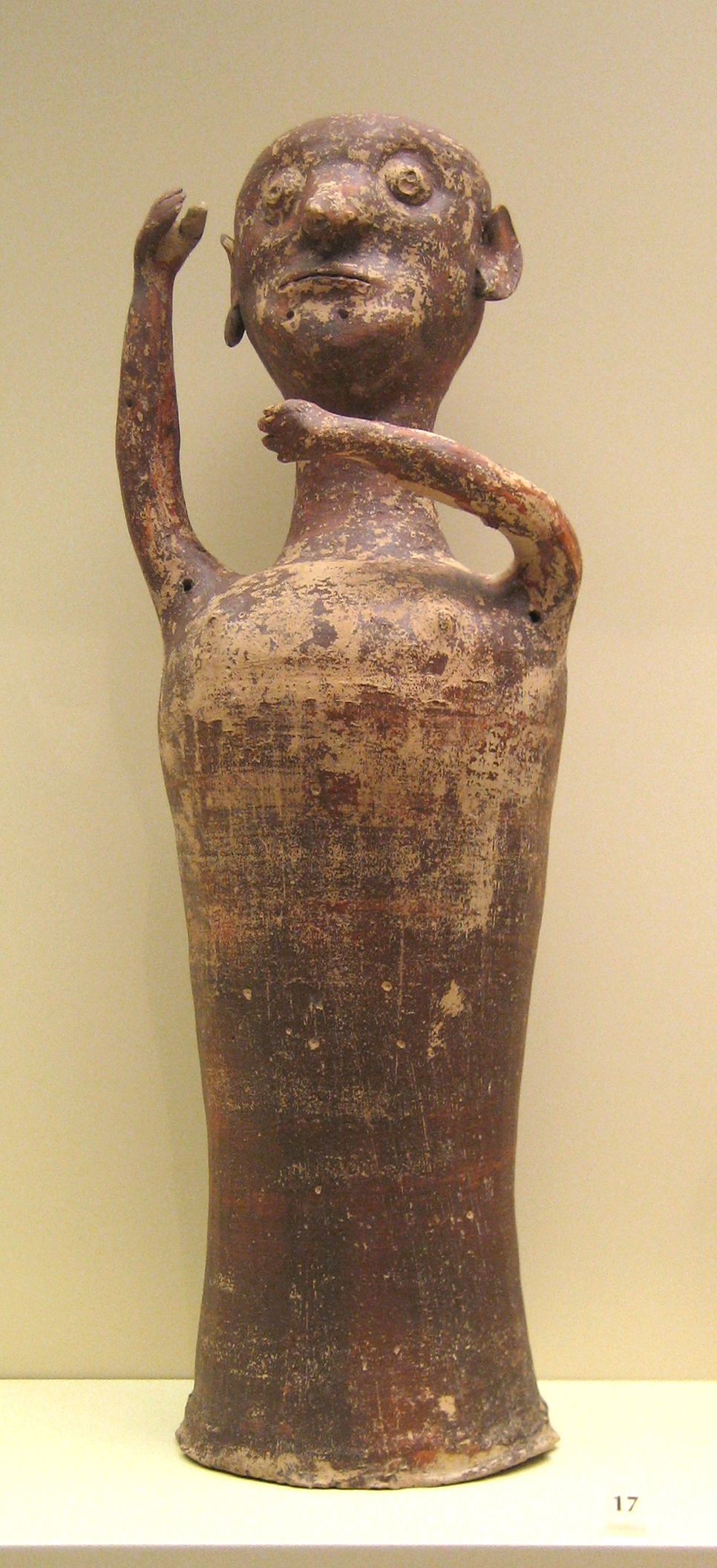
Anthropomorphe Figur, zwischen 1250 und 1180 v. Chr.

Mitte des SH IIIB, um 1250 v. Chr. wurde die Mauer im Westen erweitert und der Grabzirkel A befand sich jetzt innerhalb der Mauern. Zur gleichen Zeit wurde am Haupteingang das bekannte Löwentor errichtet. Über dem Querbalken wurde das Löwenrelief in Form eines Entlastungsdreiecks aufgesetzt, um die Last des Mauerwerks auf die Seitenwände zu verteilen. Im Norden wurde ein unverziertes Tor gebaut. Einige der wenigen ausgegrabenen Häuser außerhalb der Mauern stammen aus der gleichen Zeit. Es sind das Haus der Schilde, das Haus des Ölhändlers, das Haus der Sphingen und das Westhaus, sie waren wahrscheinlich sowohl Wohnhäuser als auch Werkstätten.
Etwas später, gegen Ende des SH IIIB, im späten 13. Jahrhundert, wurde die Zitadelle nochmals erweitert. Im Nordosten wurde die Mauer ausgeweitet und mit einem Ausfalltor versehen. Außerdem wurde innerhalb der Mauern in 15 Metern Tiefe eine unterirdische Zisterne angelegt, die über einen Geheimgang mit 99 Stufen erreicht werden konnte. Gespeist wurde die Zisterne durch eine Quelle oberhalb der Stadt durch einen ebenfalls angelegten Tunnel. Während des SH IIIB hatte Mykene seinen Machtbereich bis Pylos im Westen, Kreta im Süden sowie Athen und Theben im Norden ausgedehnt.

### Niedergang
Ab 1200 v. Chr., am Übergang vom SH IIIB zum SH IIIC, begann der Niedergang von Mykene, das seine Vormachtstellung während des 12. Jahrhunderts v. Chr. einbüßen sollte. Wie alle Paläste in Südgriechenland wurde auch der von Mykene kurz nach 1200 v. Chr. zerstört. Die Keramik und deren Verzierung änderten sich während dieser Phase sehr schnell, und Handwerk und Kunst sanken auf ein niedrigeres Niveau herab. Die Siedlung schrumpfte, die Zitadelle sowie die Unterstadt blieben aber bewohnt. In archaischer Zeit wurde auf dem höchsten Punkt ein Hera-Tempel errichtet.
Im Jahr 480 v. Chr. beteiligten sich 80 Mykener an der Schlacht bei den Thermopylen. Ein Jahr später schickte Mykene zusammen mit Tiryns 400 Kämpfer in die Schlacht von Plataiai. 468 v. Chr. eroberten die Argiver Mykene, verschleppten die Einwohner und schleiften die Mauern. Während der hellenistischen Zeit wurde die Stadt wiederbesiedelt und ein Theater errichtet. Danach wurde der Ort nur noch kurzzeitig neu besiedelt. Im 3. Jahrhundert v. Chr. wurde Mykene endgültig verlassen. Doch bereits in römischer Zeit wurden seine nun unbewohnten Gemäuer aufgrund der literarischen Kanonisierung der Ilias in der gesamten römisch-hellenistischen Welt zu einer Touristenattraktion.

## Sehenswürdigkeiten

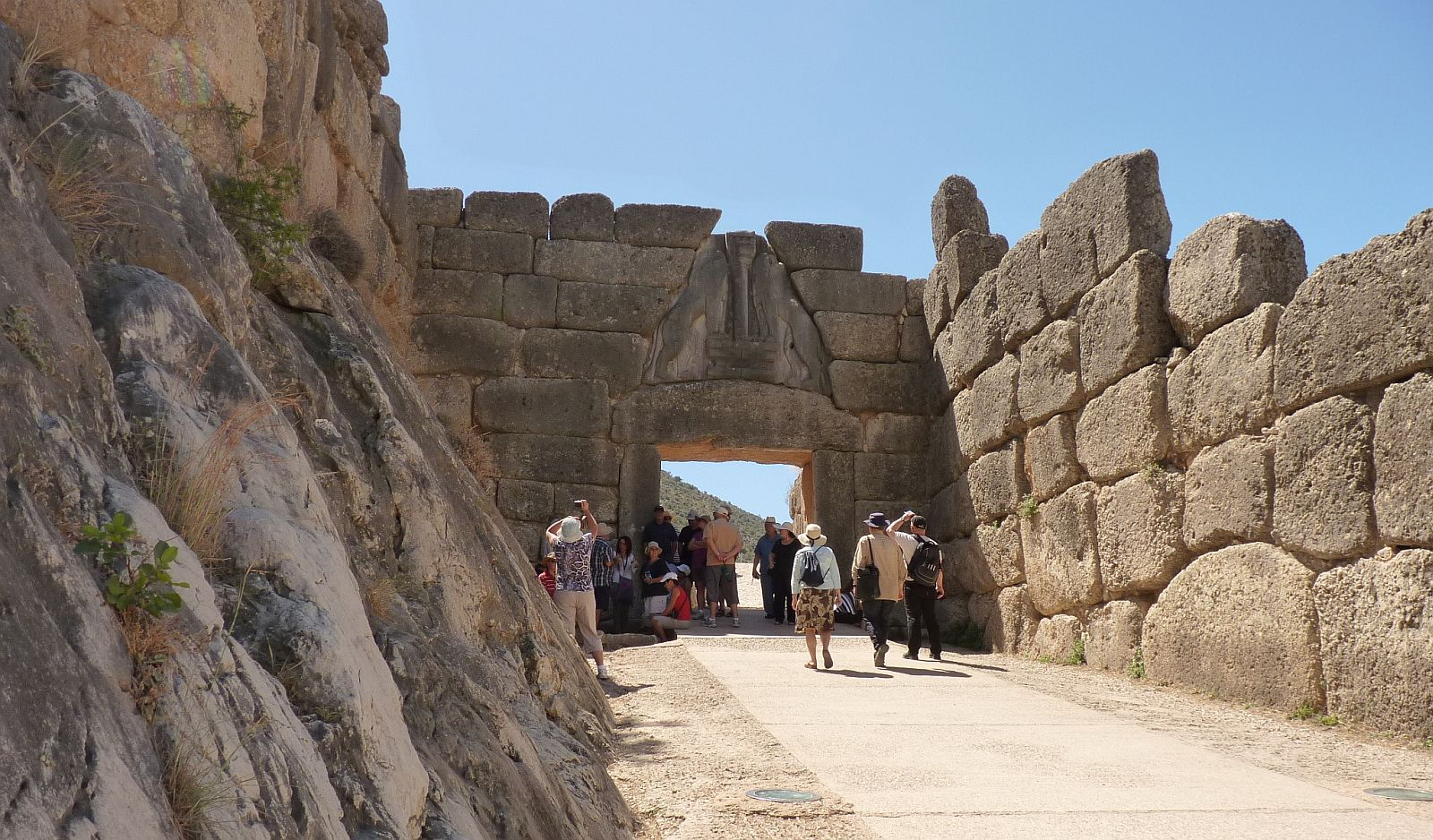
Besucher am Löwentor, 2013

Erhalten und ausgegraben sind heute u. a. die Ruinen der mykenischen Oberstadt. Erwähnenswert sind die Reste der zyklopischen Ringmauer und das Löwentor. Es wurde benannt nach den zwei Löwen, die auf einem Relief über dem Toreingang dargestellt sind, und bildete den Hauptzugang zur Burg. Vermutlich wurde das Tor um 1250 v. Chr. gebaut. Ein zweites kleineres, aber nicht zur Gänze erhaltenes Tor ohne Schmucksteine befindet sich im nördlichen Bereich der antiken Anlage.

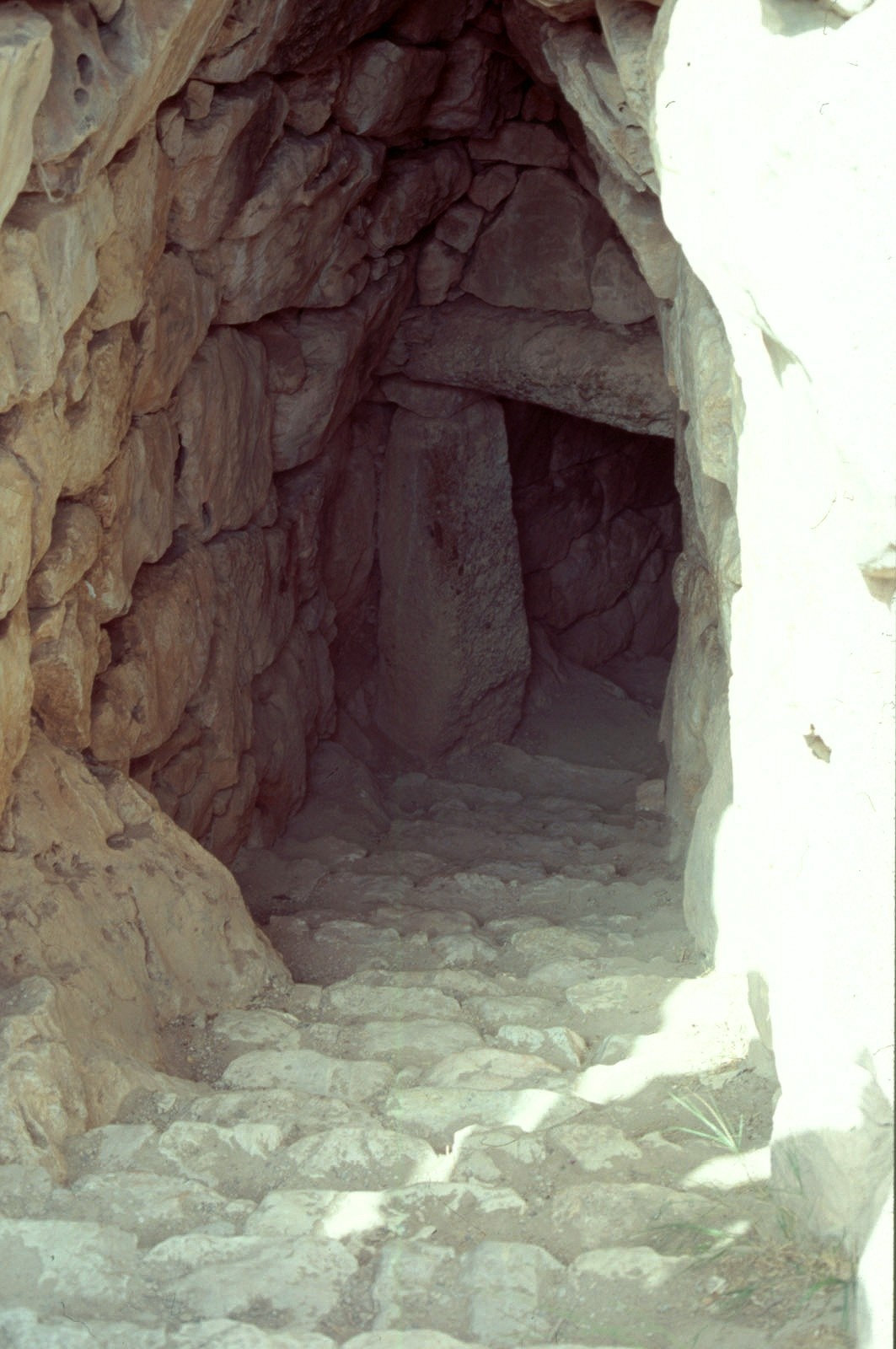
Eingang zur Zisterne

Die Mauer weist drei Bauphasen auf: Die erste ist um 1350 v. Chr. zu datieren. Mitte des 13. Jahrhunderts wurden dann die Verteidigungsanlagen nach Süden und Westen verstärkt. Um 1200 v. Chr. erfolgte eine nochmalige Verstärkung und Ausdehnung mit der Anlage von Zisternen und Vorratsräumen. Vom mykenischen Palast auf dem höchsten Punkt der Oberstadt sind nur spärliche Reste vorhanden, da ein Brand große Teile des Palastes zerstört hat; auch wurde er in späterer Zeit intensiv überbaut. Der Thronraum war ein großes Gebäude in Megaron-Form. Zum Palast führte eine steile Rampe empor, die größtenteils erhalten ist und wegen der Steigung von ungefähr 20 Prozent nur zu Fuß begangen werden konnte.

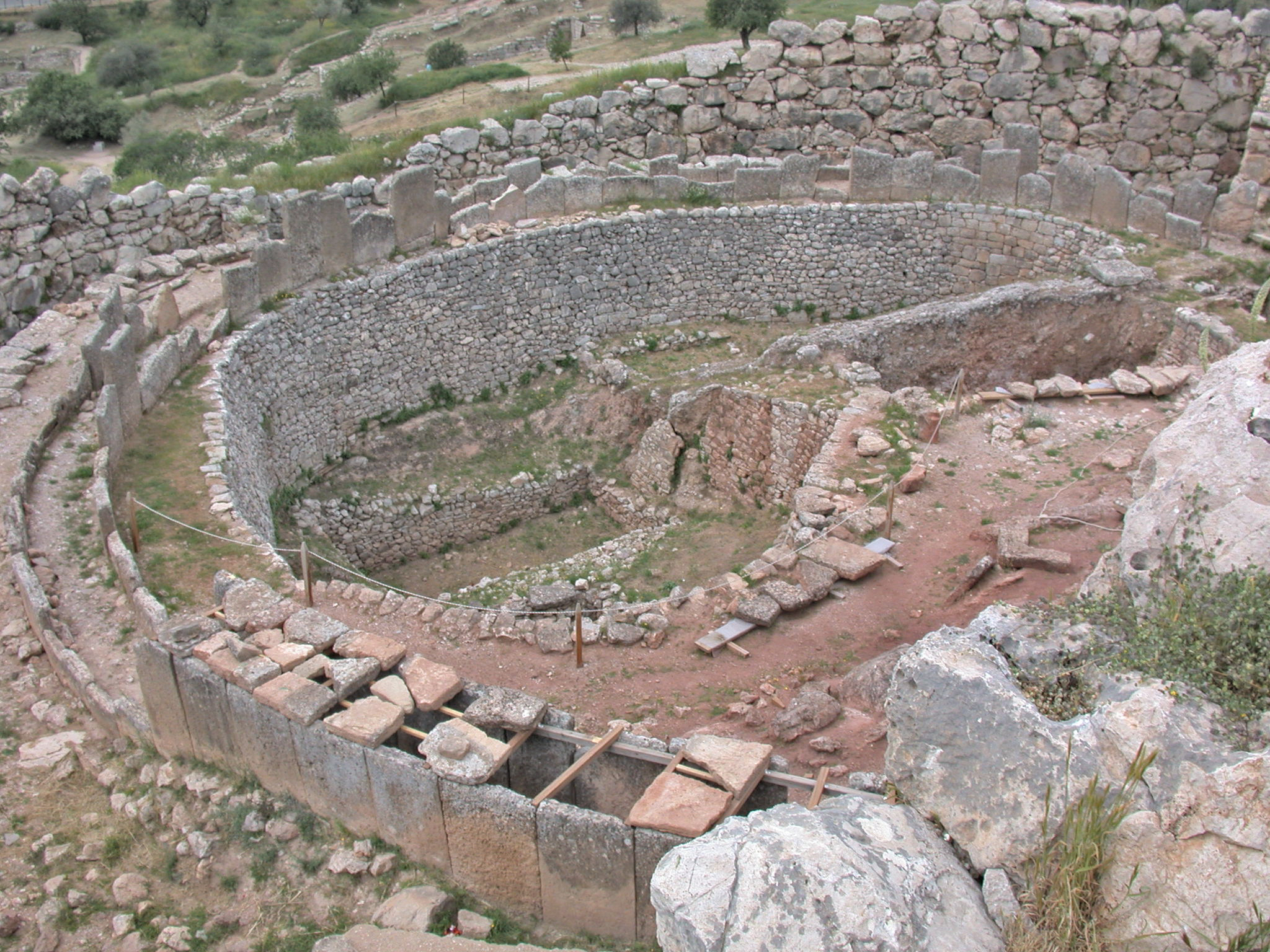
Grabring A

Von großer Bedeutung sind zwei große Grabzirkel (A und B), die durch Stelen gekennzeichnet waren. In den Grabzirkeln fanden sich jeweils eine ganze Reihe von Schachtgräbern mit sehr reichen Grabbeigaben wie Terrakotten, Tongefäßen, goldenen Masken, Schmuck aus Goldblech usw. In fünf Schachtgräbern waren 17 Gebeine (überwiegend von Männern) zu finden. Der Grabzirkel A, der bereits von Heinrich Schliemann entdeckt wurde, kam bei späteren Erweiterungen der Burganlage in die Burgmauer. Der Grabzirkel B ist erst Anfang der 1950er Jahre ausgegraben worden. In ihm fanden sich zum Teil noch ältere Gräber als im Grabzirkel A. Sie stammen aus dem späten 17. oder frühen 16. Jahrhundert v. Chr. und stehen somit ganz am Anfang der mykenischen Periode. Die frühesten Gräber des Grabrunds A stammen ungefähr aus der Mitte des 16. Jahrhunderts.
Weiterhin wurden bisher neun Kuppelgräber von bienenkorbähnlicher Form entdeckt. Sie werden bis heute in der Forschung auch als „Schatzhäuser“ bezeichnet und willkürlich nach mythologischen Figuren, die gemäß der Ilias in Mykene geherrscht haben sollen, benannt (z. B. „Schatzhaus des Atreus“, „Schatzhaus der Klytaimnestra“). Sie besaßen einen überwölbten engen Zugang (genannt Dromos) und wurden durch das Aufschichten großer, bis zu zwölf Tonnen schwerer, genau behauener Steine gebaut.
Überreste Mykenes waren schon seit einer französischen wissenschaftlichen Expedition im Jahr 1822 genauer bekannt. Doch haben erst die seit Heinrich Schliemann durchgeführten Ausgrabungen genauere Kenntnisse über die alte Königsburg und die zu ihr gehörenden Bauanlagen wie die Gräber und die Unterstadt ermöglicht. Verschiedene Funde legen einen starken Einfluss der minoischen Kultur auf die mykenischen Griechen nahe. Aber auch Einflüsse aus Ägypten sind denkbar, vor allem im Bereich der Grabriten; bei einer Bestattung konnte eine versuchte Mumifizierung nachgewiesen werden.

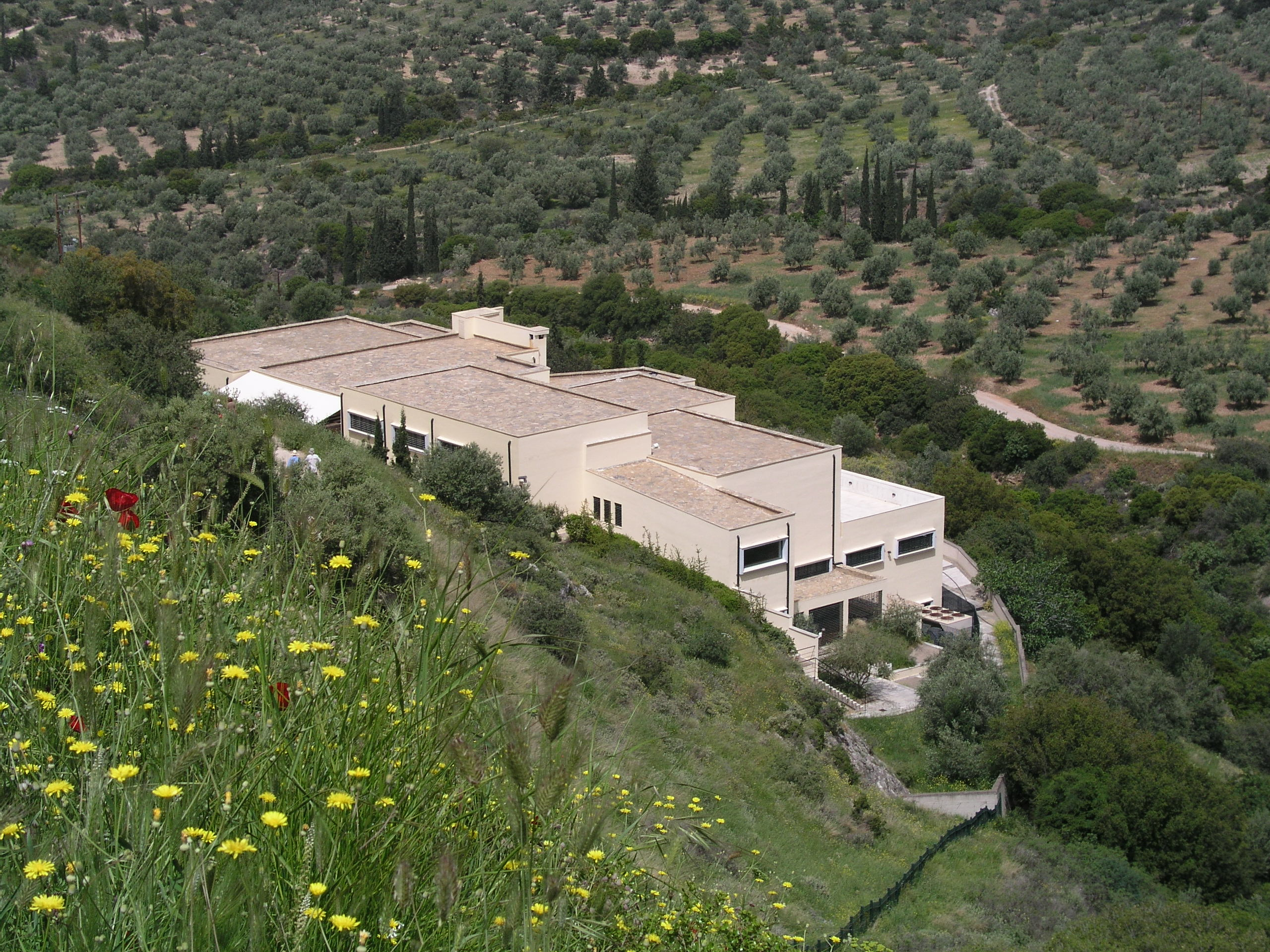
Das neu gebaute Museum unterhalb des Grabungsgeländes

Die ausgedehnte Unterstadt ist bisher nur wenig erforscht. Nach dem Niedergang von Mykene im vierten vorchristlichen Jahrhundert blieb nur ein kleines bewohntes Dorf bis zum heutigen Tage am Fuße der alten Anlage bestehen, das zwischenzeitlich auch Charváti genannt wurde. Im Jahr 2007 wurde ein Museum unterhalb der alten Burganlage fertiggestellt, in dem einige der hier gemachten Funde zu sehen sind.

## Ausgrabungen
Im Jahr 1700 befreite ein venezianischer Ingenieur die Mauern Mykenes vom Schutt der Jahrhunderte und legte so das Löwentor wieder frei. Erste Zeichnungen von den Mauern, dem Löwentor und dem Grab des Atreus fertigte der französische Geistliche Michel Fourmont an, der im Jahr 1729 Mykene besuchte. Um 1780 besichtigte Louis Fauvel die Ruinen und vermaß das Schatzhaus des Atreus. Als einer der ersten stellte der Engländer Lord Elgin 1802 Grabungen in Mykene an. 1868 besuchte der deutsche Archäologe und Troja-Entdecker Heinrich Schliemann die Stätte, begann jedoch erst 1876 mit Grabungen. 1877 führte Panagiotis Stamatakis die Ausgrabungen fort. 1884 und 1885 leitete Schliemann mit Wilhelm Dörpfeld eine erneute Ausgrabung.

## Griechische Mythologie
Einer griechischen Sage zufolge wurde die Stadt nach Mykene, der Tochter des Flussgotts Inachos benannt. Pausanias erwähnte noch einen Mykeneus, Sohn des Sparton und Enkel des Phoroneus, nach dem der Ort so benannt sein soll, hielt diese Variante aber für wenig glaubhaft. Nach einer anderen Überlieferung gründete Perseus die Stadt Mykene. Auf einer Reise erfrischte sich der durstige und müde Held mit Wasser, das sich im Hut eines Pilzes gesammelt hatte oder von einem Schwamm aufgenommen worden war. An diesem Ort gründete er die Stadt, die den Namen des griechischen Wortes für Pilz (altgriechisch μύκης mykes) in sich trägt. Eine weitere Variante besagt, dass das Ortband (ebenso μύκης mykes) von Perseus’ Schwertscheide sich löste und zu Boden fiel und er dies als Zeichen interpretierte, hier eine Stadt zu gründen. Der Götterkult der Mykener ist später fester Bestandteil der klassisch-griechischen Mythologie geworden.

### Mythische Könige von Mykene

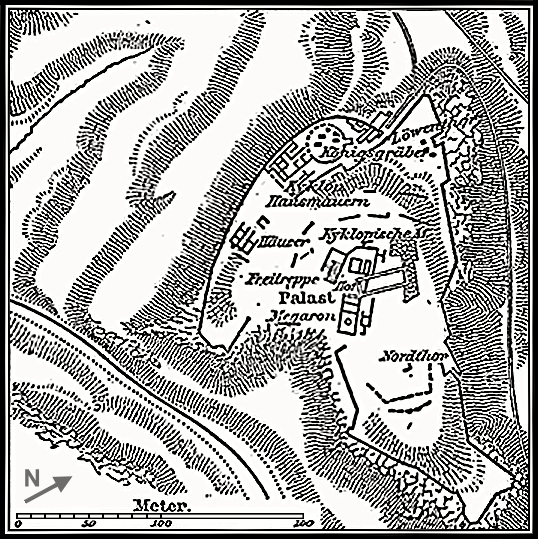
Historische Karte von Mykene (1888)

- Perseus, Sohn des Zeus und der Danaë
- Elektryon, Sohn des Perseus und der Andromeda
- Amphitryon, Sohn des Alkaios
- Sthenelos, Sohn des Perseus und der Andromeda
- Eurystheus, Sohn des Sthenelos und der Nikippe
- Atreus, Sohn des Pelops und der Hippodameia
- Thyestes, Sohn des Pelops und der Hippodameia
- Agamemnon, Sohn des Atreus und der Aërope
- Aigisthos, Sohn des Thyestes und der Pelopeia
- Aletes, Sohn des Aigisthos und der Klytaimnestra
- Orestes, Sohn des Agamemnon und der Klytaimnestra
- Tisamenos, Sohn des Orestes und der Hermione